# Sowathara
Sowathara, ook wel "Suvadara" gespeld is in het Khmer en het Lao het woord voor "vruchtbare aarde". Het is ook de naam die aan de zinnebeeldige vrouwelijke belichaming van die vruchtbaarheid wordt gegeven. Sowathara is daarmee vergelijkbaar met Ceres of Persephone in de Europese mythologie. Ook de transcripties "Suvadara" en "Sowathara" komen voor.
Sowathara is afgebeeld op de versierselen van twee ridderorden; de vroegere Orde van Verdienste voor de Landbouw van Laos en de nog steeds bestaande Koninklijke Orde van Sowathara van Cambodja.
Iconografisch wordt Sowathara afgebeeld als een rijpe vrouw met een groen gewaad.